# 胡說八道真情假期
《胡說八道真情假期》（英語：The Sisterhood Traveling Gang）是香港電視廣播有限公司的旅遊節目，全節目共10集，由「胡說八道會」成員胡杏兒、胡定欣、黃智雯、姚子羚、李施嬅及胡蓓蔚擔任主持，本節目於2017年9月18日起－2017年9月29日香港時間逢星期一至五22:30－23:00在翡翠台播出，及於myTV SUPER提供網上節目重溫（集數上傳後兩個月後會刪除）。

## 節目介紹
六位志趣相投的閨蜜：胡定欣、胡蓓蔚、胡杏兒、姚子羚、黃智雯和李施嬅，「姊妹」情深，媲美丈夫情人。她們貴為當家花旦或資深主持，演藝工作各有各忙，終於能夠騰出空檔，實踐並肩同遊的旅行約定。「胡說八道會」六名成員展開一趟澳洲維多利亞州、北領地之旅，暢遊企鵝島、錯覺樂園、烏魯魯神石等精彩景點，務求爭取姊妹相聚時間，留住花樣年華的美好回憶。在一連串貼心行程中，六姊妹盡情抛開工作，表現真我性情。

## 每集內容
| 集數 | 播映日期 | 主題                   | 主持陣容                                       |
| 01   | 9月18日  | 真情假期精彩片段率先睇 | 胡杏兒、胡定欣、黃智雯、姚子羚、李施嬅、胡蓓蔚 |
| 02   | 9月19日  | 為子羚安排幸福婚禮     | 胡杏兒、胡定欣、黃智雯、姚子羚、李施嬅、胡蓓蔚 |
| 03   | 9月20日  | 挑戰好玩感官遊戲       | 胡杏兒、胡定欣、黃智雯、姚子羚、李施嬅、胡蓓蔚 |
| 04   | 9月21日  | 六姊妹互爆酒後醉態     | 胡杏兒、胡定欣、黃智雯、姚子羚、李施嬅、胡蓓蔚 |
| 05   | 9月22日  | 施嬅深情剖白           | 胡杏兒、胡定欣、黃智雯、姚子羚、李施嬅、胡蓓蔚 |
| 06   | 9月25日  | 胡說八道「選美」會     | 胡杏兒、胡定欣、黃智雯、姚子羚、李施嬅、胡蓓蔚 |
| 07   | 9月26日  | 將母愛帶給袋鼠孤兒     | 胡杏兒、胡定欣、姚子羚、胡蓓蔚                 |
| 08   | 9月27日  | 零距離親近鱷魚         | 胡杏兒、胡定欣、姚子羚、胡蓓蔚                 |
| 09   | 9月28日  | 四姊妹馬場行Catwalk    | 胡杏兒、胡定欣、姚子羚、胡蓓蔚                 |
| 10   | 9月29日  | 杏兒「視上身」整蠱智雯 | 胡杏兒、胡定欣、姚子羚、胡蓓蔚                 |

## 分集內容

### 第1集 真情假期精彩片段率先睇
出埠旅行最能了解好友的真性情，「胡說八道會」六位姊妹結伴暢遊澳洲兩個星期，盡顯真我一面。準媽媽胡杏兒貪玩「唔錫身」，姚子羚對姊妹最有心！胡定欣性感又感性，李施嬅衣著品味夠獨特。胡蓓蔚說話有幾Mean？黃智雯轉數有多慢？今集逐一預覽。旅行籌備過程一波三折，智雯更於出發前鬧出「放飛機」疑雲！姊妹們抵澳後進駐景色優美的湖畔酒店，透過按摩、水療消除疲勞。智雯為杏兒悉心編排「大乳操」，眾女還即席集體演練！

### 第2集 為子羚安排幸福婚禮
李施嬅的生活品味人人讚好，眾女隨她來到充滿田園風的歐陸茶座，一邊享用精美茶點，一邊互訴六年來的姊妹情。昔日結伴旅遊樂趣多多，五女大爆胡杏兒的旅行闊綽事件！一眾好姊妹希望姚子羚快有「嫁期」，特意在澳洲教堂預演婚禮，場面既感動又搞笑。朱古力甜品讓女士們又愛又恨，六姊妹到訪位於菲臘島的隱世朱古力工廠，多款造型精緻的朱古力呈現眼前，埋藏多時的少女心霎時爆發。

### 第3集 挑戰好玩感官遊戲
澳洲到處遍佈刺激玩意，六位成員前往「錯覺樂園」大玩視覺感官遊戲，在疑幻似真的空間接受膽量挑戰。姊妹們忽然童真爆發，手執工具為可愛企鵝DIY小屋，黃智雯卻越幫越忙，被笑稱為「豬一般“Dus”友」。走進墨爾本市中心，六位女生即被當地街頭塗鴉文化吸引；及後還拿起噴漆發揮藝術天分，更得到「肖像永留牆」的驚喜！胡杏兒和胡蓓蔚離隊「撐枱腳」，登上電車華麗車廂享用高級晚宴，期間不忘論盡「人妻」話題。

### 第4集 六姊妹互爆酒後醉態
購物置裝是許多女士外遊的指定活動，胡杏兒引領姊妹們潮拜名滿墨爾本的「造帽大師」，還來一場花生騷！胡蓓蔚為了改造李施嬅的衣著品味，竟帶她到訪莊嚴教堂？登上由天台停車場改建的型格酒店，參觀同時豈能忘記「打卡」！ 腹大便便的杏兒斗膽挑戰吸血鬼主題餐廳，場景有多刺激恐怖？特色酒吧全店物品任君選購，眾女竟向型男負責人打主意？所謂「酒後見真情」，六姊妹互揭酒後醉態，「醉酒小霸王」胡定欣憶述杏兒「生人勿近」時刻。

### 第5集 施嬅深情剖白
「十二門徒石」與「倫敦拱橋」是維多利亞州必到的著名景點，胡蓓蔚偕姚子羚乘坐直昇機遊覽兩個天然奇觀，動人美景竟不及型男機師吸引？ 超大型復古商店在港少見，胡蓓蔚、胡杏兒啟動「血拼」模式，懷舊時裝「著咗先講」！二人又請墨爾本最具影響力的女裝設計師選配衣飾，穿戴後驚艷全場！胡說八道會六位美女成員「睇得又煮得」，李施嬅、子羚深懂善用時間，實行一邊買菜一邊品酒。用餐時間，施嬅突然含淚吐真言，所為何事？

### 第6集 胡說八道「選美」會
六人轉赴沙漠區域，在澳洲北領地延續閨蜜之旅。她們還在酒店房內舉行非一般選美會，大玩才藝表演；貪玩的胡杏兒縱然腹大便便，仍盡情扭動身體「擺甫」。氣氛一片歡樂，黃智雯、李施嬅為何突然感觸落淚？置身沙漠享用晚餐別具滋味，還於夕陽下呷着香檳欣賞「神石」，感受「愛的呼喚」。燈泡草原充滿浪漫情調，眾女卻禁不住要打斷寧靜！「跑得之人」胡定欣、姚子羚和胡蓓蔚停下腳步，學玩雙輪車親近巨石，期間竟有人向巨石祈求姻緣？

### 第7集 將母愛帶給袋鼠孤兒
真摰友誼盡在不言中，姊妹們跟土著學「點畫」，點出閨蜜心底說話。她們又在烏魯魯的自然環境享用Fine Dining，一邊體驗土著文化，一邊投入度假心情。胡杏兒、胡定欣「三個人」兩把口，合力挑戰兩公斤重的牛扒！定欣藉旅途釋放壓力，杏兒還透露好姊妹告別單身漸見曙光？準媽媽杏兒帶隊前往袋鼠保育區，眾女親手為袋鼠「孤兒」餵奶，母愛洋溢愛麗斯泉！姚子羚和胡蓓蔚在原始酒吧談心，子羚感觸憶述面部意外受傷的經歷。

### 第8集 零距離親近鱷魚
北領地的達爾文市洋溢悠閒氣氛，讓一眾女生聯想到澳洲版「長洲」。胡蓓蔚推介「心水」時裝店，姊妹們換上艷麗衣裳，並向老闆娘請教連身裙「變身」秘訣。珍珠首飾清雅脫俗，幾位「貴婦」逐一挑選心頭好。胡定欣克服恐懼，隨行到訪市中心的鱷魚館，但要她親手抱着小鱷魚作零距離接觸，當然「堅驚行開」！新鮮魚即釣即煮，法籍型男大廚盡顯功架。胡說八道會成員感情深厚，絕少摩擦，但胡蓓蔚大爆有好姊妹不時為情所困，到底所指何人？

### 第9集 四姊妹馬場行Catwalk
胡蓓蔚、姚子羚、胡杏兒、胡定欣換上華麗服裝，參與深受當地人重視的「達爾文盃」賽馬活動，高貴派頭媲美亮相台慶晚會！小注考考「相馬」眼光之後，四人竟踏上舞台行貓步爭妍鬥麗，究竟怎麼回事？在芒果園自製芒果雪糕，美味倍增。貪吃準媽媽杏兒拿着「違禁品」，引來「偷食」疑雲。她們又到海濱主題餐廳騎木馬，細談「那些年」的白馬王子，胡蓓蔚更重提和球星碧咸的貼身緣分！今集加映黃智雯悉心編排、眾女合拍送上的「胡說八道會」會舞！

### 第10集 杏兒「視后上身」整蠱智雯
四姊妹把臂出海享受陽光，並徇眾要求互揭私隱，胡杏兒還越洋致電黃智雯，假扮姊妹反目，智雯可會上當？及後她們欣賞露天電影，放映前大談各人專屬「功能」。胡定欣原來擅長為好姊妹拍攝沙龍，其中一張美照更為杏兒的婚姻牽紅線！定欣穿著性感服裝遊市集，令現場氣氛升溫。杏兒外遊亦不忘為好姊妹的幸福着想，送贈定欣愛神戒指，盼其姻緣早日降臨。旅程來到尾聲，四姊妹對著日落美景盡訴真情，定欣再次「喊包」上身，因何如此感觸？

## 獎項

### TVB 馬來西亞星光薈萃頒獎典禮2017
| 編號 | 獎項              | 單位                                            | 結果             |
| ---- | ----------------- | ----------------------------------------------- | ---------------- |
| 09   | 最喜愛TVB綜藝節目 | 胡說八道真情假期                                | 獲獎             |
| 08   | 最喜愛TVB節目主持 | 胡杏兒、胡定欣、黃智雯、 姚子羚、李施嬅、胡蓓蔚 | 提名（最後五強） |

### 萬千星輝頒獎典禮2017
| 編號 | 獎項             | 單位                                           | 結果 |
| ---- | ---------------- | ---------------------------------------------- | ---- |
| 34   | 最佳非戲劇節目   | 胡說八道真情假期                               | 提名 |
| 13   | 最受歡迎電視拍檔 | 胡杏兒、胡定欣、黃智雯、姚子羚、李施嬅、胡蓓蔚 | 提名 |

### SINA 頒獎禮-微博之星2017
| 獎項             | 單位             | 結果 |
| ---------------- | ---------------- | ---- |
| 微博給力綜藝節目 | 胡說八道真情假期 | 獲獎 |

### 觀眾在民間電視大奬2017
| 獎項                     | 編號 | 單位                                      | 結果            |
| ------------------------ | ---- | ----------------------------------------- | --------------- |
| 民選最佳綜藝資訊節目主持 | 02   | 胡杏兒 胡定欣 姚子羚 黃智雯 胡蓓蔚 李施嬅 | 提名 （第二名） |
| 民選最佳綜藝資訊節目     | 02   | 胡說八道真情假期                          | 提名 （第二名） |

## 收視
以下為本節目於香港無綫電視翡翠台之收視紀錄：
| 週次 | 集數   | 日期                   | 平均收視 |
| ---- | ------ | ---------------------- | -------- |
| 1    | 01－05 | 2017年9月18日－9月22日 | 點       |
| 2    | 06－10 | 2017年9月25日－9月29日 | 點       |

## 軼事
- 本節目主持之一胡杏兒相隔四年（上次是2013年主持《神級手作》）後再次為電視廣播擔任主持，也是離巢兩年後再次回歸電視螢幕的作品。

## 外部連結
- 胡說八道真情假期 - 主頁 - tvb.com （页面存档备份，存于）

## 電視節目的變遷
| 香港無綫電視翡翠台 星期一至五 22:30-23:00  | 香港無綫電視翡翠台 星期一至五 22:30-23:00         | 香港無綫電視翡翠台 星期一至五 22:30-23:00 |
| ------------------------------------------ | ------------------------------------------------- | ----------------------------------------- |
|                                            | 胡說八道真情假期 （2017.09.18 - 2017.09.29）      |                                           |
| 嫁到這世界邊端 （2017.09.04 - 2017.09.15） | Ben Sir睇樓團（Sr.1） （2017.10.02 - 2017.10.13） |                                           |

| 香港無綫電視翡翠台 星期六 15:20-15:50         | 香港無綫電視翡翠台 星期六 15:20-15:50                   | 香港無綫電視翡翠台 星期六 15:20-15:50 |
| --------------------------------------------- | ------------------------------------------------------- | ------------------------------------- |
|                                               | 胡說八道真情假期 （2018.08.25 - 2018.10.27）            |                                       |
| C AllStar泰空曼遊 （2018.07.28 - 2018.08.18） | 跟住爸B去旅行（Sr.1、Sr.2） （2018.11.03 - 2019.02.09） |                                       |